# マティアス・バーメルト
マティアス・バーメルト（Matthias Bamert、1942年7月5日 - ）は、スイスの指揮者、作曲家。

## 人物・来歴
パリ国立高等音楽院でオーボエと作曲を学ぶ。ダルムシュタットやパリでブーレーズとシュトックハウゼンに師事し、1970年代以降の作風で両者の影響を受ける。1965年から1969年までザルツブルク・モーツァルテウム管弦楽団の首席オーボエ奏者を務めるが、後に指揮者に転向した。
アメリカ合衆国において指揮活動に入り、まずはジョージ・セルに弟子入りし、その後レオポルド・ストコフスキーの助手となり
、
ロリン・マゼール時代のクリーヴランド管弦楽団で正指揮者のひとりとなった。1977年から1983年までバーゼル放送交響楽団の音楽監督を務めた
後、ヨーロッパ各地で幅広い名声を得るようになった。
1985年から1990年まで、ロイヤル・スコティッシュ管弦楽団の首席客演指揮者
ならびにグラスゴーの現代音楽フェスティバル「ムジカ・ノヴァ」の監督を務めた
。革新的なプログラム作りで有名になり、武満徹やヴォルフガング・リーム、ジョン・カスケン、ジェームズ・マクミランら多くの作曲家の作品の世界初演に取り組んだ。1987年以降はロンドンに定住している。
1992年から2000年まで、ロンドン・モーツァルト・プレイヤーズ首席指揮者
。ルツェルン音楽祭音楽監督在任中（1992年から1998年まで）に、想像力豊かな企画力の才能で勇名を馳せ、この頃には数々の音楽祭や音楽事業の組織にかかわるようになった。
2000年から2005年までニュージーランド交響楽団首席客演指揮者、2003年から2006年まで西オーストラリア交響楽団首席指揮者
、2005年から2008年までマレーシア・フィルハーモニー管弦楽団首席指揮者を歴任。2017年から2022年までテジョン・フィルハーモニック管弦楽団首席客演指揮者。2018年4月から2024年3月まで札幌交響楽団首席指揮者。

## 客演歴
これまでフィルハーモニア管弦楽団、BBC交響楽団、ロンドン・フィルハーモニー管弦楽団、バーミンガム市交響楽団、BBCフィルハーモニック、レニングラード・フィルハーモニー交響楽団、パリ管弦楽団、ロサンジェルス・フィルハーモニック、ピッツバーグ交響楽団、モントリオール交響楽団、シドニー交響楽団など世界各地のオーケストラに客演。NHK交響楽団には2000年、2003年、2005年、2007年に登場。

## レパートリー
正統的なレパートリーの指揮者として安定した名声を受ける一方、新音楽や忘れられた18世紀の音楽、あらゆる時代の無視されてきた音楽の擁護でも知られている。ごく短期間で未知の楽譜に習熟し、演奏会や録音を通じてすこぶる効果的な初演を実現させる能力で知られている。録音数も数多く、モーツァルトの同時代の作曲家の作品や、パリーの交響曲全集、フランク・マルタンの管弦楽曲集、ロベルト・ジェラールの交響曲集、ストコフスキーの編曲集、コルンゴルトとエルンスト・フォン・ドホナーニの管弦楽曲集は評価が高い。また、マイケル・オルーク（Miceál O'Rourke）との共演によるジョン・フィールドのピアノと管弦楽のための作品集も名高い。
自作の中では、ルイヴィル管弦楽団の録音（1974年）による《Mantrajana》が知られている。